# Qaraməmmədli (Bərdə)
Qaraməmmədli è un comune dell'Azerbaigian situato nel distretto di Bərdə. Conta una popolazione di 368 abitanti.